# لیکینگ (میزوری)
لیکینگ (به انگلیسی: Licking) یک شهر در ایالات متحده آمریکا است که در شهرستان تگزاس، میزوری واقع شده‌است. لیکینگ ۵٫۵۴ کیلومتر مربع مساحت و ۳٬۱۲۴ نفر جمعیت دارد و ۳۸۵ متر بالاتر از سطح دریا واقع شده‌است.